# Stade Milton de Souza Corrêa
Le stade d'État Milton de Souza Corrêa (en portugais : Estádio Estadual Milton de Souza Corrêa), également appelé le « Zerão », est un stade polyvalent situé à Macapá, capitale de l’État de l'Amapá au Brésil. Il accueille principalement des matchs de football ainsi que des concerts.
Le surnom du stade vient du fait qu'il est traversé par l'équateur terrestre, de latitude zéro. Il a été construit de façon à ce que la ligne médiane de son terrain coïncide avec la ligne imaginaire, plaçant chaque moitié de terrain dans un hémisphère différent,,. En réalité, l'équateur ne passe pas exactement au milieu du terrain en raison d’une erreur de calcul du système géodésique brésilien en vigueur lors de la construction du stade. Dans le système WGS 84 utilisé internationalement, il passe quelques mètres derrière le but sud, laissant le terrain dans l'hémisphère nord,.

## Historique
Le « Zerão » est inauguré en 1990 mais n'est officiellement baptisé qu'en 1994. Il reçoit d'abord le nom du triple champion du monde de Formule 1 Ayrton Senna, mort le 1er mai de cette année-là. Quelques mois plus tard, le stade prend le nom de Milton de Souza Corrêa, un dirigeant sportif de l’Amapá, président d’honneur du Conseil Régional des Sports (CRD), fondateur du Guarany Atlético Clube et associé-propriétaire du EC Macapá. Milton de Souza Corrêa meurt le 18 août 1994 dans un accident de la route,,,.
Le 17 octobre 1990, le premier match du stade oppose deux clubs de l'agglomération de Macapá : Independente bat Trem 1-0 lors de la Coupe de l'Amazonie,. L’attaquant Miranda marque le premier but dans l’hémisphère nord, ce qui lui vaudra une plaque commémorative en 1995. Le même jour, la sélection brésilienne de football des Masters (pt), composée de joueurs ayant pris leur retraite, affronte la sélection de l’Amapá. Zico, alors ministre des Sports, chausse les crampons et entre en jeu. Le président Fernando Collor assiste également à la cérémonie.
Entre 2005 et 2014, le stade ferme pour rénovation et acquiert le surnom de « cimetière du football ».
Le 15 février 2014, le Zerão rouvre ses portes. À cette occasion, la sélection de l’Amapá bat une équipe de Rio de Janeiro, avec la participation de plusieurs anciens grands noms du football brésilien.
En 2015, après de nouveaux travaux, le stade devient un complexe olympique avec une piste d’athlétisme et des zones de saut et de lancer. Comme en 1990, Zico participe à l’inauguration,.
Pour des raisons de sécurité, la capacité du Zerão est limitée en 2023 à 3 100 spectateurs.